# リナーテ空港事故
リナーテ空港衝突事故（伊: Disastro aereo di Linate）は、2001年10月8日にミラノのリナーテ空港で起こった航空事故である。
乗員乗客110人を乗せたスカンジナビア航空686便コペンハーゲン行MD-87型機と4人が搭乗しパリに向かっていたドイツ籍のセスナ サイテーションが、視界50mの濃霧の中、滑走路上で衝突し、両機に搭乗していた全員が死亡したほか、686便が衝突した手荷物管理棟のイタリア人の地上職員8人が死傷した。

## 事故の概要
事故当時空港は濃霧で視程は50m程度だった。空港内のエプロンから別のエプロンへ移動しようとしたセスナ機が、濃霧や空港の欠陥により管制塔の指示に反して、スカンジナビア航空機が離陸態勢に入っていた滑走路内に誤進入し、午前8時10分に両機は衝突した。686便は時速146ノット (270 km/h)で1〜2mほど浮上し、右側の車輪がセスナ機の胴体に衝突して右側のエンジンと車輪を喪失した。686便は9秒ほど飛行したが、左エンジンは破片を吸い込んで出力が落ち、空港内の手荷物管理棟へ衝突した。満載した10トンの航空燃料が激しく炎上し、乗客乗員全員が死亡した。管制塔は濃霧のため3分間も事故に気付かず、救助隊の出動が遅れた。また、セスナ機が見つかったのは25分後だった。セスナ機に搭乗していた4人のうち1人は衝突によって死亡し、残りは火災で死亡した。他に地上にいたイタリア人の職員4人が死亡し、4人が負傷した。

## 原因と責任
セスナ機が本来進むべきR5誘導路でなくR6誘導路に誤進入したこと、及び、その誤進入に管制もパイロットも気付かなかったことが原因である。
リナーテ空港は数年前に地上レーダーを導入していたにもかかわらず、事故発生当時は使用していなかった。滑走路へのR5誘導路とR6誘導路の分かれ目の標識は、好天ですら非常に見にくく、さらに誘導路上に書かれていた文字が掠れて読みづらくなっており、これをセスナ機のパイロットが誤認した可能性がある。また、誤進入検知センサーは誤作動が多いため止められていた。セスナは滑走路上の「S4」という標識を管制塔に報告したが管制官の地図に「S4」の表記はなく、管制官はこの報告を聞き流した。濃霧のためセスナ機のパイロットは2人とも686便に気付かなかった。事故の前日にも、同じようにR5誘導路とR6誘導路を間違えて滑走路に進入しようとした機が滑走中の他機とニアミスを起こし、あわや大惨事になるところだった。その事案が事故調査の最中に発見されたため、事故調査委員会は空港の設備に問題がある疑いを強めることになった。
事故の約1ヶ月前、アメリカ同時多発テロ事件が起きたため、当初はテロも疑われた。
2004年4月16日、ミラノの裁判所はこの事故についてリナーテ空港の責任者と管制官に8年の懲役刑、前管制責任者と前空港長に6年6ヵ月の懲役刑の有罪判決を言い渡した。このうち2006年7月に行われた控訴審では前管制責任者と前空港長については刑罰を科さなかったほか、イタリア議会の恩赦によって罪に問われた者の刑罰も3年減刑され、2007年イタリアの最高裁判所もこの控訴審の判断を支持した。

## 犠牲者数とその国籍
コペンハーゲン行スカンジナビア航空686便
| 国籍             | 乗客数 | 乗員数 | 合計 |
| ---------------- | ------ | ------ | ---- |
| デンマーク       | 16     | 2      | 18   |
| フィンランド     | 6      | 1      | 7    |
| イタリア         | 58     | 0      | 58   |
| ノルウェー       | 3      | 0      | 3    |
| ルーマニア       | 1      | 0      | 1    |
| 南アフリカ共和国 | 1      | 0      | 1    |
| スウェーデン     | 17     | 3      | 20   |
| イギリス         | 1      | 0      | 1    |
| アメリカ合衆国   | 1      | 0      | 1    |
| 合計             | 104    | 6      | 110  |

パリ行セスナ機
| 国籍     | 乗客数 | 乗員数 | 合計 |
| -------- | ------ | ------ | ---- |
| ドイツ   | 2      | 0      | 2    |
| イタリア | 0      | 2      | 2    |
| 合計     | 2      | 2      | 4    |

686便乗客のうち、機体後方の乗客は火傷による損傷が激しく遺体確認は困難だった。
686便犠牲者の身元判別方法は以下の通りである。
- 46人（42%）…外見
- 22人（22%）…歯型
- 19人（19%）…DNA検査と歯型
- 16人（16%）…DNA検査
- 1人（1%）…外見上の特徴（タトゥーなど）

## 追悼

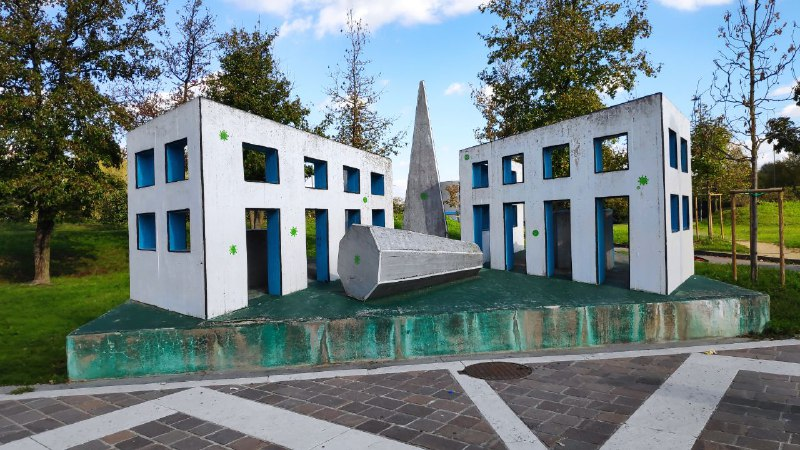
ボスコ・ディ・ファッジの慰霊碑

2002年3月、リナーテ空港近くにあるフォルラニーニ公園内に犠牲者数と同じ118本のブナを植えたボスコ・ディ・ファッジという森がこの事故の追悼のためにオープンし、森の中にはスカンジナビア航空から寄付されたスウェーデンの彫刻家の作品が置かれた。
686便には若いスウェーデン人のカートレーシング選手が多数搭乗しており（ミラノでのイベントに出席した帰路であった）、その多くが死亡した。スウェーデンのカート界は大きな衝撃に覆われていたが、これをきっかけに、国内のカートレーシングクラブは、遺族らとともに若い選手を支援するための基金を設立することとなった。

## 映像化
- メーデー!:航空機事故の真実と真相 第9シーズン第13話「THE INVISIBLE PLANE」